# Guillaume le Normand
Guillaume, dit « le Normand », est évêque de Londres de 1051 à sa mort, en 1075.

## Biographie
Originaire de Normandie, Guillaume est chapelain du roi Édouard le Confesseur lorsqu'il est nommé évêque de Londres en 1051, sous l'influence de l'archevêque de Cantorbéry Robert de Jumièges, qui avait refusé de sacrer le premier candidat proposé par le roi, l'Anglo-Saxon Spearhafoc. En 1052, Robert est contraint de s'enfuir sur le continent par son rival politique, le comte Godwin de Wessex. Guillaume l'accompagne dans son exil, mais il peut rentrer en Angleterre dès le début de l'année suivante.
Après la conquête normande de l'Angleterre, Guillaume parvient à assurer une transition paisible à son évêché et parvient même à l'enrichir de nouveaux domaines dans l'Essex et dans le Hertfordshire. Au concile de Londres, en 1075, la primauté de Londres sur les autres évêchés de la province de Cantorbéry, à l'exception de Cantorbéry même, est reconnue. Guillaume meurt la même année,.